# HiRISE
High Resolution Imaging Science Experiment (HiRISE) est une caméra de la sonde spatiale Mars Reconnaissance Orbiter (MRO). D'une masse de 65 kilogrammes, l'instrument a été construit par la compagnie Ball Aerospace & Technologies Corp. en collaboration avec le Lunar and Planetary Laboratory de l'université de l'Arizona pour un coût approximatif de 40 millions USD. L'instrument est un télescope ayant un miroir primaire de 0,5 mètre de diamètre, ce qui lui permet de prendre des images de la surface martienne d'une résolution de 0,3 mètre par pixel.

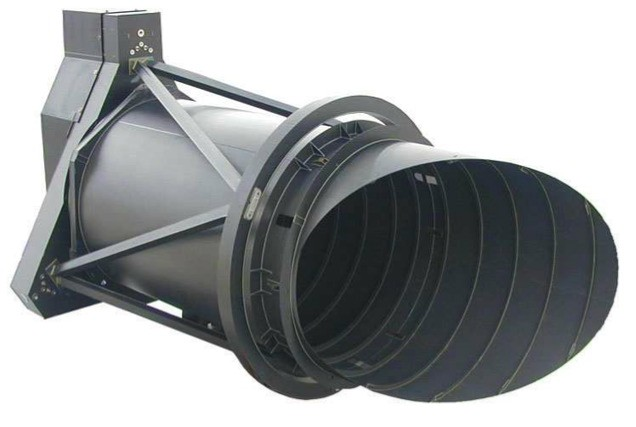
HiRISE

HiRISE a notamment pris en photo des astromobiles présents à la surface de Mars, dont Curiosity, Opportunity et Perseverance ainsi que l'atterrisseur InSight.

## Historique

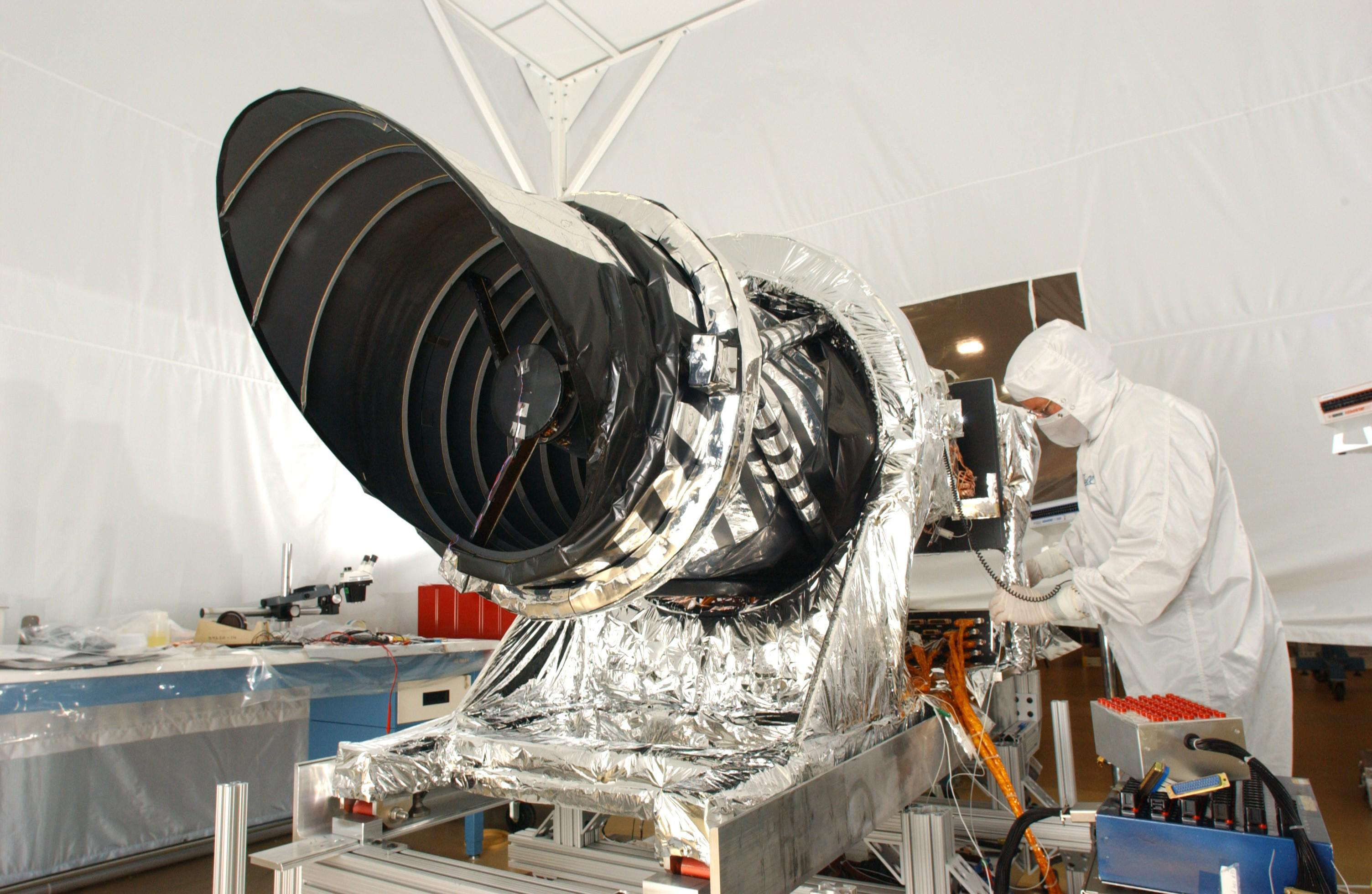
Un technicien s'active sur HiRISE avant son envoi pour être fixé à la sonde spatiale MRO.

À la fin des années 1980, Alan Delamere de Ball Aerospace commence à travailler sur l'imagerie haute résolution nécessaire pour l'exploration en surface de la planète Mars. Au début de l'année 2001, il fait équipe avec Alfred McEwen de l'université d'Arizona afin de proposer ce type d'instrument pour la sonde Mars Reconnaissance Orbiter (MRO). Leur proposition est officiellement acceptée par la NASA en novembre de la même année.
Ball Aerospace est engagé pour la construction de la caméra et livre cette dernière à la NASA le 6 décembre 2004. Fixé sur la sonde, l'instrument est lancé le 12 août 2005.

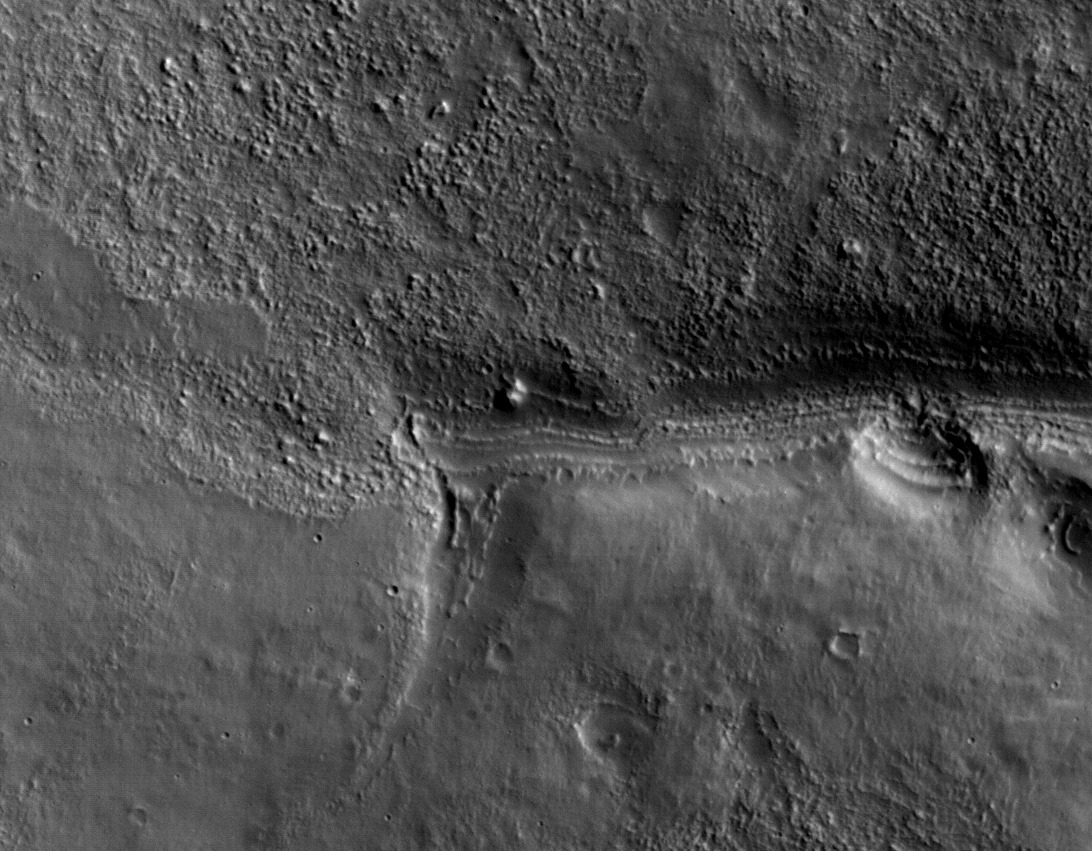
Partie de l'une des premières images de Mars prises par HiRISE

Lors du voyage de la sonde vers Mars, l'instrument est testé et HiRISE prend plusieurs clichés de la Lune et de l'amas de La Boîte à bijoux. Ces images permettent de faire la mise au point de l'instrument.
Le 10 mars 2006, MRO se place en orbite autour de Mars, ce qui permet à HiRISE de prendre ses premières images de la planète rouge.